# Lygniodes morio
Lygniodes morio là một loài bướm đêm trong họ Erebidae.